# Liste von Waldgebieten in Dänemark
In der Liste von Waldgebieten in Dänemark sind die größten, zusammenhängenden Waldgebiete im eigentlichen Staatsgebiet von Dänemark (ohne Färöer und Grönland) aufgeführt. 12,4 Prozent des Landes, insgesamt 534.000 Hektar (Stand 2006), sind mit Wald bedeckt. Davon machten rund 43 Prozent Laubwald aus – angeführt von der Buche (72.000 Hektar), der Eiche (47.000 ha) und der Esche (20.000 ha) als weitverbreitetste Laubbaumarten. 54 Prozent der Waldgebiete wurden von Nadelwald abgedeckt, wobei die Gemeine Fichte (102.000 ha), die Sitka-Fichte (34.000 ha) und die Nordmann-Tanne (21.000 ha) zu den verbreitetsten Nadelbaumarten gehörten. 4 Prozent zählten zu den sonstigen Gebieten oder waren unbewachsen. Zwei Drittel der Gesamtfläche befinden sich im Besitz von Privatpersonen oder privaten Gesellschaften.
Galt zuvor der Rold Skov als größtes, zusammenhängendes Waldgebiet Dänemarks, erwies 2004 eine Untersuchung der Behörde Skov- og Naturstyrelsen (heute: Naturstyrelsen) des dänischen Umweltministeriums, dass das Waldgebiet südlich von Silkeborg, welches unter anderem das Terrain um Gludsted, St.Hjøllund, Skærbæk, Velling, Løndal und Addithus abdeckt, größer ist. Es besteht die Wahrscheinlichkeit, dass das Gebiet in den kommenden Jahren mit einem zweiten großen Waldgebiet zu einem großen Grüngürtel zusammenwächst. Das Gebiet (Nr. 8 auf der Liste) liegt ebenfalls im Süden von Silkeborg und umfasst unter anderem die Bereiche um Vesterskov, Thorsø, Sønderskov und Rye Nørreskov.
| Nr. | Waldgebiet | Fläche | Region       | Eigentümer                          |
| --- | --- | ------ | ------------ | ----------------------------------- |
| 1.  | Wälder südlich von Silkeborg – Gludsted, St.Hjøllund, Skærbæk, Velling, Løndal, Addithus u. a. (Silkeborgskovene) | 85 km² | Midtjylland  | Staat, private Eigentümer           |
| 2.  | Rold Skov | 80 km² | Himmerland   | Staat, private Eigentümer           |
| 3.  | Klosterheden | 64 km² | Vestjylland  | Staat                               |
| 4.  | Grib Skov | 56 km² | Nordsjælland | Staat                               |
| 5.  | Almindingen | 50 km² | Bornholm     | Staat, Kommunen, private Eigentümer |
| 6.  | Kompedal Plantage, Alhedens Skov u. a.                                                                            | 46 km² | Midtjylland  | Staat, private Eigentümer           |
| 7.  | Løvenholm, Fjeld, Ramten u. a.                                                                                    | 43 km² | Djursland    | private Eigentümer                  |
| 8.  | Wälder südlich von Silkeborg – Vesterskov, Thorsø, Sønderskov, Rye Nørreskov u. a. (Silkeborgskovene)             | 41 km² | Midtjylland  | Staat, private Eigentümer           |
| 9.  | Skramsø, Skærsø, Lyngsbæk u. a.                                                                                   | 40 km² | Djursland    | Private Eigentümer, Staat           |
| 10. | Slagelseskovene Charlottedal, Valbygård, Frederikslund u. a.                                                      | 39 km² | Midtsjælland | Private Eigentümer                  |